# أكبر جزء في الجسم

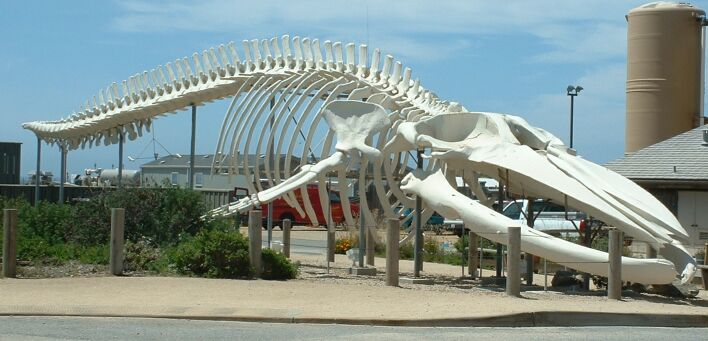
نموذج لهيكل الحوت الأزرق والذي يعد أكبر الكائنات الحية على وجه الأرض.

أكبر أجزاء الجسم إما يكون أكبر جزء في الجسم لجميع الكائنات الحية والمنقرضة أو يكون أكبر جزء في الجسم في الأنواع الموجودة من الكائنات، ولا تقتصر أجزاء الجسم الكبيرة على أكبر الحيوانات في هذا الكوكب فقط بل إنه في الواقع تمتلك الحيوانات الصغيرة أيضاً منطقة كبيرة بشكل خاص.

## الحيوانات الحية

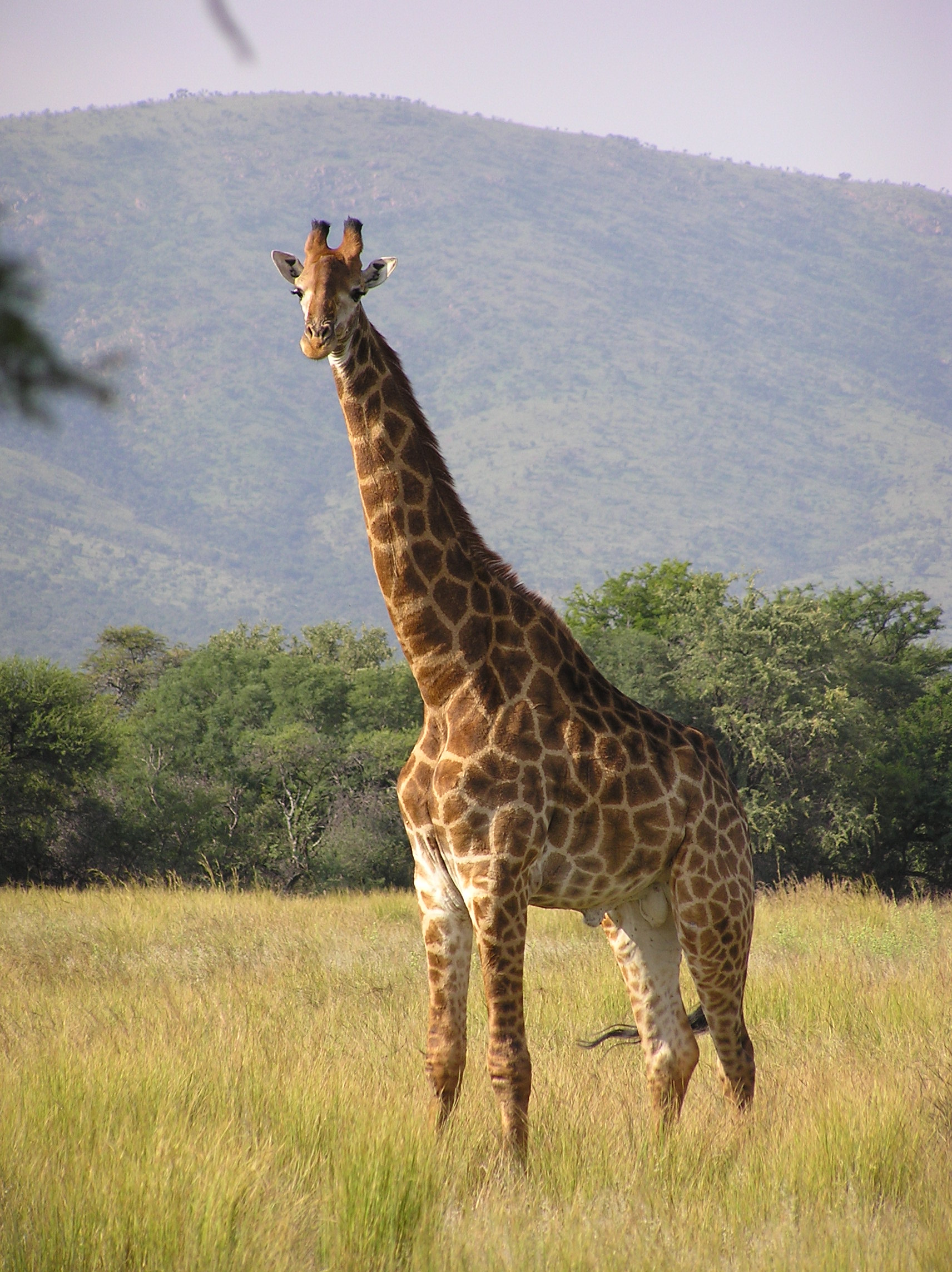
تعرف الزرافات بطول العنق.

### الحوت الأزرق
باعتباره أكبر الحيوانات التي على قيد الحياة، يمتلك الحوت الأزرق الكثير من الامثلة على أكبر أجزاء الجسم حيث:
- يبلغ وزن اللسان 2.7 طن.[1]
- يتسع فمه لاستيعاب ما يصل إلى 90 طناً من الطعام والماء.[2]
- يزن قلبه عادةً 600 كجم (1300 رطل)، وربما يصل إلى 900 كجم (2000 رطل) في حالات استثنائية.[1][3]
- يبلغ قطر الشريان الأورطى 23 سم (9.1 بوصة).[4]
- يبغ طول قضيب الحوت الأزرق 8-10 أقدام (2.4-3 أمتار).[5]

### حيوانات أخرى
- الحبار العملاق له أكبر عيون مسجلة لأي حيوان حي، حيث لا يقل قطر عينه عن 27 سم (11 بوصة).[6] ومن المعروف ان الحيوان الوحيد الذي امتلك عيوناً أكبر هو الايكثيوصورات.[6]
- تمتلك الزرافة أطول عنق في جميع الثدييات.[7]
- يمتلك حصان البحر أكبر عضو ذكري في جميع الثدييات.[8]
- يمتلك طائر القطرس المتجول أكبر جناحين بطول 3.63 متر.[9]
- يمتلك جاموس المياه البري أكبر قرون مسجلة بطول 4.24 متر.[10]
- يمتلك حوت العنبر أكبر وأثقل مخ بوزن حوالي 9 كجم.[11]
- قد تكون قناديل البحر في القطب الشمالي أطول الحيوانات، يبلغ قطر الجسم 2.28 متر (7 أقدام و6 بوصات)، وتبلغ المخالب 36.5 متر (120 قدماً) حيث وجدت مرهقة جداً على شاطئ خليج ماساشوستس في عام 1870م.[12]
- يمكن أن تصل ديدان بوتليس إلى أطوال كبيرة جداً حيث تم قياس إحدى الفصائل ب 55 متراً ولكن هذا القياس لا يمكن الاعتماد عليه بسبب مرونة الجسم.[13]

### بالنسبة إلى باقي أجزاء الجسم
- تمتلك عثة الصقر مورغان أكبر خرطوم بالنسبة إلى حجم جسمها حيث يصل طوله إلى 25-30 سم والذي يعادل ثلاثة أضعاف طول جسمها. تعرف أيضاً بعثة داروين لأن تشارلز داروين تنبأ بوجودها قبل 40 عاماً من اكتشافها من خلال التجارب التي قام بها على السحلية ذات القدم الكبيرة.[14]
- يمتلك خفاش رحيق الأنبوبة ذات اللسان الأنبوبي أطول لسان في الثدييات مقارنةً بحجم جسمه حيث يصل طول اللسان إلى 85 ملم (3.3 بوصة) والذي يعادل 1.5 طول الجسم ويجب أن يتم حفظه داخل التجويف الصدري.[15]
- يمتلك البرنقيل أكبر قضيب بالنسبة إلى حجمه في جميع الكائنات.[16]
- بينما يمتلك البط الأرجنتيني الأزرق القضيب الأكبر بين الفقاريات وذلك بالنسبة لحجمه أيضاً.[17]
- يمتلك الحبار مصاص الدماء أكبر عيون بالنسبة لحجمه.[18]
- يضع طائر الكيوي أكبر بيضة بين جميع الطيور حيث يصل حجم البيضة إلى ربع حجم الأنثى.
- بينما تمتلك الزبابة (حيوان يشبه الفأر) أعلى نسبة بين الدماغ والجسم بين جميع الكائنات حيث يزن الدماغ 10% من وزن الجسم.[19]

## البشر

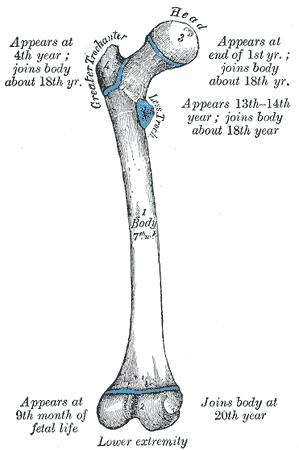
عظمة الفخذ هي أطول عظمة في الإنسان

- أطول عظمة في جسم الإنسان هي عظمة الفخذ.[20]
- أكبر شريان هو الأورطى،[21] وأكبر وريد هو الوريد الأجوف السفلي.[22]
- أكبر جهاز داخلي هو الكبد.[23] وهو أيضاً أثقل عضو بوزن 1.6 كيلوغرام.[24]
- أكبر جهاز خارجي والذي هو أيضاً أكبر جهاز بشكل عام هو الجلد.[25]
- أطول العضلات هي العضلة السرطورية في الفخذ.[26]
- أطول الأعصاب هو العصب الوركي في الفخذ وذلك عند عد فروعه والمحاور العصبية.

### السجلات البشرية الفردية
- الشخص الذي لديه أطول لسان في العالم يدعى نيك ستوبيرل من ساليناس بولاية كاليفورنيا، الولايات المتحدة، حيث يبلغ طول لسانه 10.1 سم.[27]
- المرأة التي لديها أطول سيقان هي سفيتلانا بانكراتوفا، بارتفاع 200 سم يصل طول سيقانها إلى 132 سم.[28]
- المرأة التي لديها أطول أظافر في العالم هي لي ريموند حيث يصل الطول الإجمالي لأظافرها إلى 7.5 متر.[29]
- المرأة صاحبة الشعر الأطول في العالم هي شيه كيو بينغ من الصين حيث وصل طول شعرها إلى 5.6 متر في 8 مايو 2004م.[30]
- الرجل الذي امتلك أطول لحية على الإطلاق هو هانز لانجيست من النرويج حيث أنه قبل وفاته عام 1927 وصل طول لحيته إلى 5.33 متر.[31][32]
- الرجل الذي يمتلك أطول شعر أذن في العالم هو فيكتور أنطوني من الهند بطول 18.1 سم.[33]
- يمتلك ماثيو ماكجري أكبر أقدام في العالم بقياس 43 سم.